# Мирабо, Виктор Рикети
Виктор Рикети де Мирабо (фр. Victor Riqueti, marquis de Mirabeau; 5 октября 1715[…], Пертюи — 13 июля 1789[…], Аржантёй) — маркиз, французский экономист-физиократ и философ

. Известен как отец знаменитого революционного деятеля Оноре де Мирабо и военного Андре де Мирабо.

## Биография

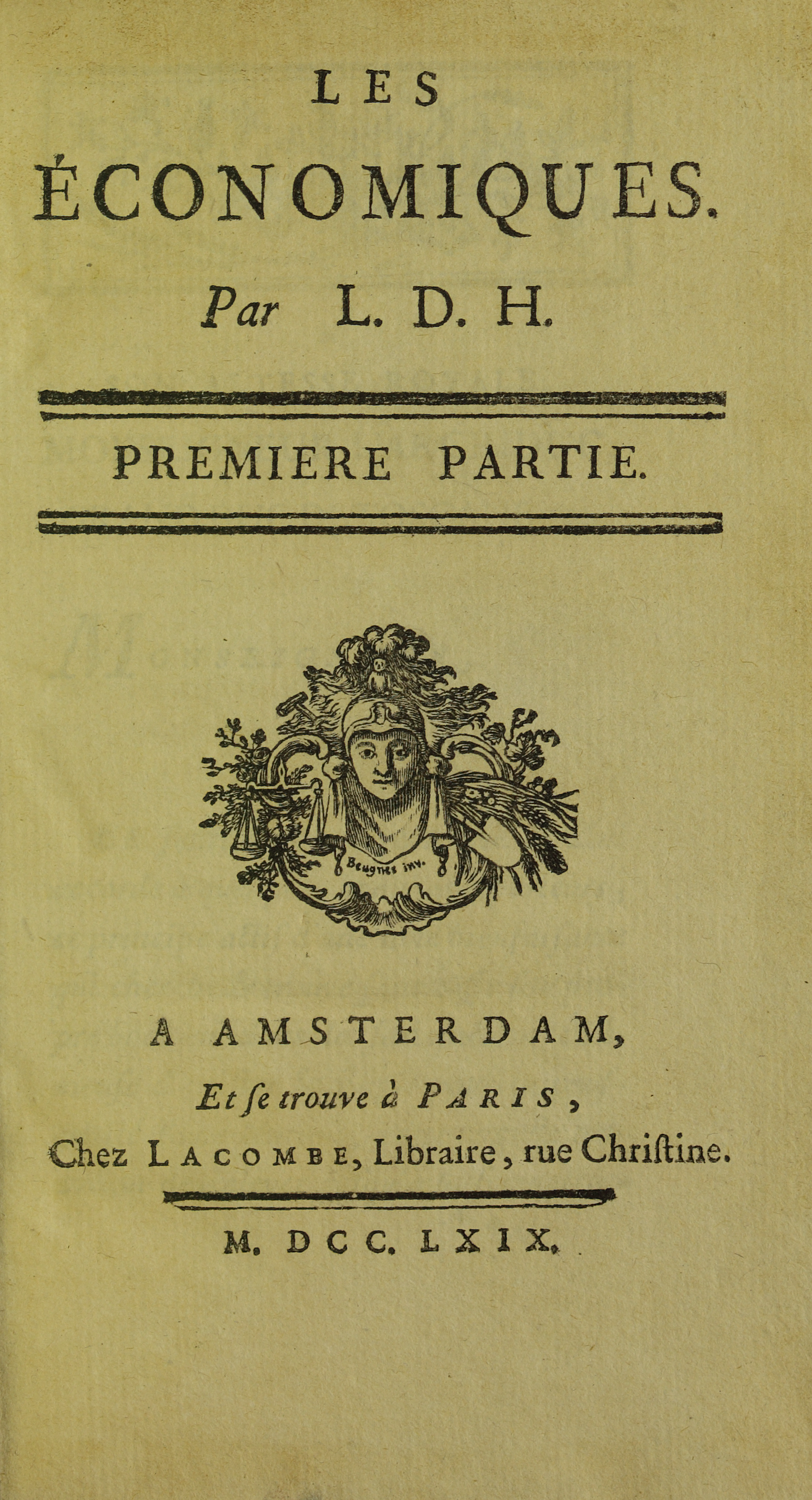
Economiques, 1769

Мирабо происходил из древней провансальской семьи, отличавшейся пылкостью и независимостью, и получил в детстве самое суровое воспитание, что способствовало развитию его собственного «непреклонного, упорного, гордого характера». 14-ти лет он был определён в военную службу, но усилия его получить полк не имели успеха. После смерти отца, в 1737 году, Мирабо получил в наследство почти всё его состояние и предался всецело внушениям своей несдержанной натуры, не оставаясь, однако, чуждым и более возвышенным стремлениям. Он писал стихи и прозу, комедии и трагедии в обществе своих друзей Вовенарга и Лефрана де Помпиньяна. В 1737 году он познакомился и сблизился с Монтескьё, который возбудил в нём интерес к политическим идеям, результатом чего явилось первое написанное, но не изданное сочинение Мирабо: «Политическое завещание» (1747). Лучшим средством обеспечить благосостояние Франции Мирабо выставляет здесь возвращение к умеренному феодальному режиму. Через 3 года (1750) Мирабо выпустил в свет, без подписи, мемуар «Sur les états provinciaux», в котором ратовал за то, чтобы провинциальные штаты, с некоторыми изменениями, были введены во всём государстве, как система управления гораздо менее тягостная для народа, чем управление через интендантов.
В 1756 году Мирабо выступил с сочинением «Друг людей» (Ami des hommes). «Любя сильных и поддерживая средних, правительство должно уважать малых». Мирабо придавал громадное значение земледелию как единственному источнику благосостояния государства. Он требовал религиозной терпимости, свободы торговли и восставал против государственных займов и рент, говоря, что «рантье — наслаждающийся тунеядец, которому общество обязано большей частью своих зол». Книга Мирабо доставила автору многочисленных друзей и поклонников во всей Европе. Её приписывали Фр. Кёне, хотя Мирабо только гораздо позже познакомился с главой физиократов и проникся к нему безграничным энтузиазмом. Кёне уяснил ему многие мысли, смутно бродившие в его голове, и помог привести их в систему. С этих пор Мирабо всецело посвящает себя развитию формул своего друга, ко всему применяя их, всё уясняя ими. В 1760 году он издаёт «Théorie des impôts», где со страстным увлечением нападает на сборщиков податей, вследствие чего его заключают на неделю в Венсенскую тюрьму, а затем отправляют в изгнание в его поместье Биньон. В 1765 году он приобретает «Journal de l’agriculture, du commerce et des finances» и обращает его в орган физиократической школы. Среди его сочинений «Philosophie rurale» или «Economie g énérale et particulière de l’agriculture» (1764), «Lettres sur le commerce des grains» (1768), «Les Economiques» (1769), «Lettres économiques» (1770), «La Science ou les droits et les devoirs de l’homme» (1774), «Lettres sur la lé gislation» (1775), «Education civile d’un prince» (1788).
Репутация Мирабо как писателя падает; вместе с тем падает и его репутация как человека, под влиянием семейных историй, обусловленных отчасти его неудачной женитьбой, отчасти его необузданным характером. В 1747 году он женился на Марии Вассан, 17-летней вдове, которую совсем не знал и состояния которой едва хватало на удовлетворение её личных потребностей; но у неё были блестящие надежды на получение наследства, и это соблазнило Мирабо, проникнутого желанием возвеличить свой род и доставить ему блестящее положение («fair e d’une maison en Provence, une maison en France»). Одно грандиозное предприятие сменяется у него другим, и они ведут к все большему запутыванию дел, тем более что ожидаемое женой наследство получается ею только через 27 лет после брака. «Постоянной работой моей жизни было искание денег, — говорит Мирабо, — и клянусь, что я никогда не употреблял их для собственных нужд». Недостаток средств заставлял его быть расчётливым и прижимистым в отношении к жене и детям, что возбуждало в них вражду к нему. Кроме того, супруги были оба слишком порывисты и пылки и мало подходили друг к другу. Мирабо долго скрывал свои семейные распри, но они были выведены на свет скандальным процессом, возбуждённым его женой. Дети участвовали в этой борьбе, принимая сторону то отца, то матери. Особенно деятельную роль играл знаменитый Оноре Мирабо, который сначала защищал мать и сочинял самые злостные памфлеты и докладные записки против отца, а затем выступил в защиту отца против матери. Мирабо-отец был убеждён, что сделал для жены и детей все возможное и что выигрыш женой процесса приведёт к обоюдному их разорению; но, не ограничиваясь обращением к суду и к общественному мнению, он прибегал к одному из самых возмутительных учреждений старого режима — к «секретным письмам» (lettres de cachet), хотя сам в своих сочинениях громил всегда насилие. Жена и дочь были заключены в монастыри, а сын переводился из одной тюрьмы в другую. Такой образ действий возбудил против него общественное мнение: никто более не придавал серьёзного значения писателю, поступки которого представляли такой резкий контраст с проповедуемыми им идеями. Жена из своего заточения продолжала вести борьбу с ним. Процесс, проигранный маркизой в 1777 году, был возобновлён в 1781 году и выигран ею, хотя дело отца защищал сам великий оратор Оноре Мирабо. Разбитый нравственно и физически, разорённый исходом процесса, Мирабо удалился в Аржантель, где и умер, примирившись перед смертью с сыном и преклонившись перед «его гением». «Никогда ещё не было в Провансе такой головы», — писал он.

## Сочинения Виктора Мирабо
- Voyage de Languedoc et de Provence, édition entièrement différente de celle d’Amsterdam et plus correcte que celle d’Avignon, 1745.
- Examen des Poésies sacrées de Le Franc de Pompignan, 1755. Commentaire biblio|Petit ouvrage fastidieux et ridicule panégyrique, que Pompignan a la maladresse d’adopter dans une édition de luxe qu’il donna de ses poésies.
- L’Ami des hommes, ou Traité de la Population, Hambourg : Chretien Hérold, 1756—1762, 6 vol. in-12[5] .
- Dialogue entre le Surintendant d’O et L.D.H., contenu dans : Précis de l’organisation, ou Mémoire sur les États provinciaux, 1757—1758.
- Réponse du correspondant à son banquier, 1759.
- Lettres sur la dépravation de l’ordre légal… ; Lettres sur la restauration de l’ordre légal, précédé du Discours sur cette question, quelle est la vertu la plus nécessaire aux héros, et quels sont les héros à qui cette vertu a manqué, 1759.
- Lettre sur les corvées, 1760.
- Tableau économique avec ses explications, 1760.
- Théorie de l’Impôt, Paris, 1760.
- Mémoire sur l’agriculture, envoyé à la très louable société d’agriculture de Berne; avec l’extrait des six premiers livres du Corps complet d’économie rustique de feu M. Thomas Hale, 1762.
- avec François Quesnay, Philosophie rurale ou Économie générale et particulière de l’agriculture, réduite à l’ordre immuable des lois physiques et morales qui assurent la prospérité des empires, Amsterdam (Paris) : libraires associés, 1763, in-4°, XXVI-412 p. (ou 3 vol. in-12) Texte en ligne; abrégé sous le titre Éléments de la philosophie rurale, La Haye : libraires associés, 1767—1768, in-12, II-CVI-241 p. et tableau.
- Éphémérides du citoyen, 1765—1772.
- Lettres sur le commerce des grains, 1768.
- Les Économiques, par L. D. H. (L’Ami des hommes.), Dédiées au grand-duc de Toscane. Amsterdam, 1769.
- Lettres d’un ingénieur de province un intendant des ponts-et-chaussées, роur servir de suite à l’Ami des homme, Avignon (Paris), 1770.
- Lettres économiques, Amsterdam, 1770.
- Les Devoirs, imprimé à Milan, au monastère de Saint-Ambroise, en 1770. Ce titre est une allusion à l’un des traités les plus connus du saint archevêque de Milan.
- Leçons économiques (Abrégé), Abrégé des principes de l’économie politique, 1773.
- Science (la), ou les Droits et les Devoirs de l’Homme. Par L. D. H., Lausanne, Grasset, 1774.
- Lettres sur la législation, Ou l’ordre légal dépravé, rétabli et perpétué, L. D. H. Berne, 1775.
- Nouvelles éphémérides économiques. Troisième partie. Événements publics. Éloge funèbre de M. François Quesnay, prononcé… dans l’assemblée de ses disciples par M. le Mis de Mirabeau, 1775.
- Entretiens d’un jeune prince avec son gouverneur, ouvrage divisé en trois parties… 1785.
- Recueils de contes et nouvelles, par M. le marquis de M***, 1785.
- Mémoire concernant l’utilité des États provinciaux, relativement à l’autorité royale, aux finances, au bonheur, & à l’avantage des peuples, 1787.
- Rêve d’un goutteux, (vers la fin de 1788)[6].